# Karl-Heinz Braun (Theologe)
Karl-Heinz Braun (* 17. Juni 1955 in Karlsruhe) ist ein deutscher römisch-katholischer Theologe und Kirchenhistoriker.

## Leben
Braun studierte von 1974 bis 1979 Katholische Theologie und Philosophie an den Universitäten Freiburg und Würzburg. 1983 wurde er in Freiburg zum Priester geweiht und 1986 an der Universität Freiburg promoviert.
Von 1996 bis 2007 war er Professor für Kirchengeschichte des Mittelalters und der Neuzeit an der Katholisch-Theologischen Hochschule Linz. 2000 wurde er an der Universität Freiburg habilitiert. Seit 2007 ist Braun Professor für Mittlere und Neuere Kirchengeschichte an der Universität Freiburg. Er ist Unterzeichner des Memorandums Kirche 2011: Ein notwendiger Aufbruch.

## Veröffentlichungen (Auswahl)
Als Autor
- Hermann von Vicari und die Erzbischofswahlen in Baden. Ein Beitrag zu seiner Biographie (= Forschungen zur Oberrheinischen Landesgeschichte. Bd. 35). Alber, Freiburg im Breisgau 1990 (Dissertation, Universität Freiburg, 1986).
- Pugna spiritualis. Anthropologie der Katholischen Konfession. Der Freiburger Theologieprofessor Jodocus Lorichius (1540–1612) (= Quellen und Forschungen aus dem Gebiet der Geschichte. Hrsg. von der Görres-Gesellschaft. Neue Folge, Heft 23). Schöningh, Paderborn 2003 (Habilitationsschrift, Universität Freiburg, 2000/2001).

Als Herausgeber
- Kirche und Aufklärung. Ignaz Heinrich von Wessenberg 1774–1860 (= Schriftenreihe der Katholischen Akademie Freiburg). Schnell & Steiner, München 1989.
- mit Barbara Henze und Bernhard Schneider: Heribert Smolinsky: Im Zeichen von Kirchenreform und Reformation. Gesammelte Studien zur Kirchengeschichte in Spätmittelalter und Früher Neuzeit (= Reformationsgeschichtliche Studien und Texte. Supplementband 5). Aschendorff, Münster 2005.
- Christliche Gastfreundschaft – einst und jetzt. 250 Jahre Konventhospital Barmherzige BrüderLinz. 250 Jahre Barmherzige Brüder Linz. Wagner, Linz 2007.
- mit Mathias Herweg, Hans W. Hubert, Joachim Schneider und Thomas Zotz: Das Konstanzer Konzil. Weltereignis des Mittelalters (1414–1418). Theiss, Stuttgart 2013.
- Bildung bei Ignaz Heinrich von Wessenberg (1774–1860). „… wie unzählig Viele sind gar nicht über den dürren Buchstaben hinweggekommen!“ Verlag der Katholischen Akademie der Erzdiözese Freiburg, Freiburg im Breisgau 2014.